# Otto Rosenørn-Lehn

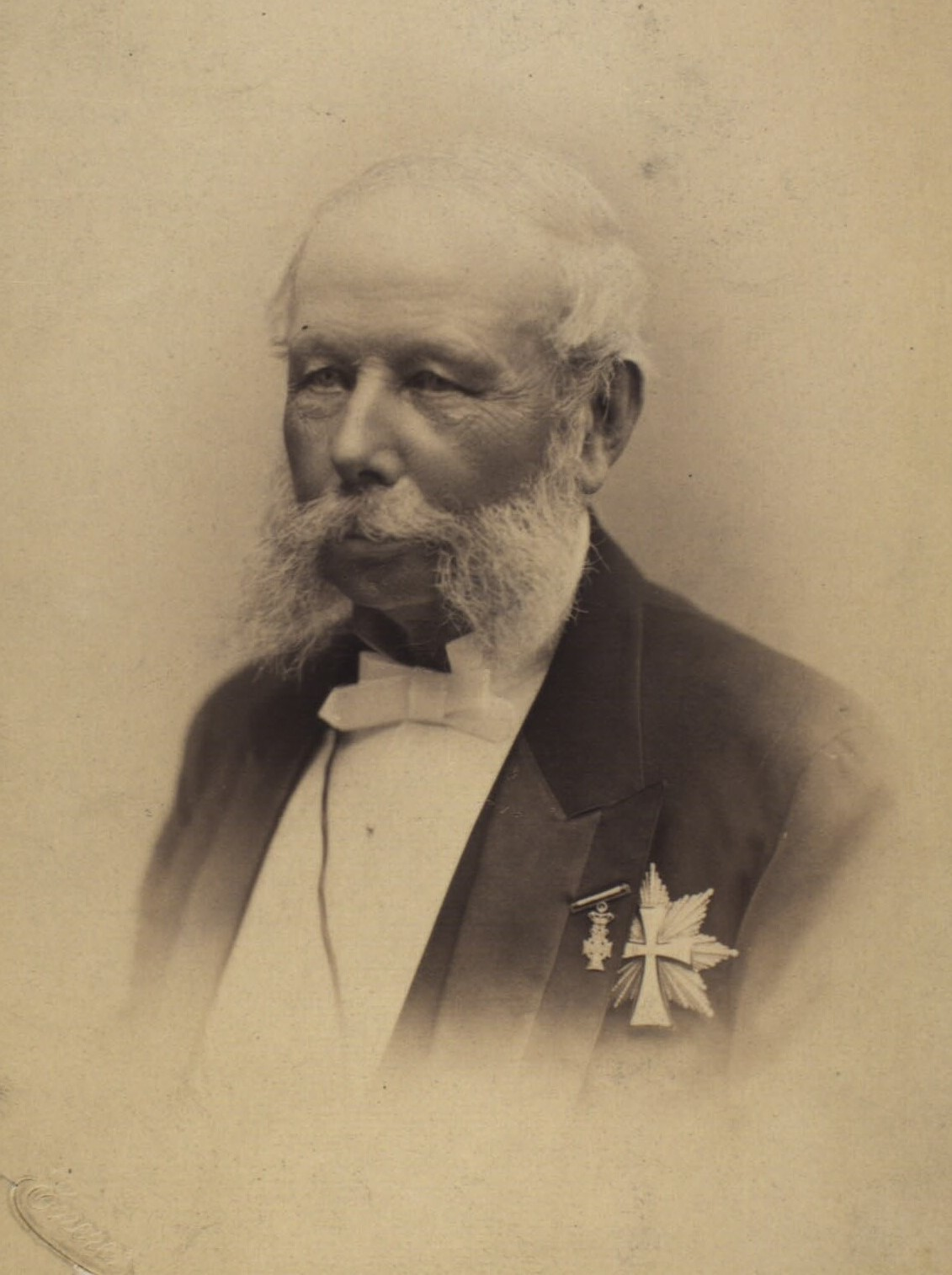
Otto Rosenørn-Lehn

Lehnsbaron Otto Ditlev Rosenørn-Lehn (* 28. Mai 1821 auf Orebygård; † 21. Mai 1892 in Kopenhagen) war zweimaliger dänischer Außenminister.

## Leben
Rosenørn-Lehn entstammte väterlicherseits dem Briefadelsgeschlecht Rosenørn; sein Vater war der Offizier Henrik Christian Rosenørn-Lehn (1782–1847), seine Mutter dessen Gattin Christiane Henriette Rosenørn-Lehn, geborene Barner-Kaas-Lehn (1788–1860). Rosenørn-Lehn nahm 1841 ein Studium in Sorø auf. Nach dem Todes seines Vaters übernahm er die Baronie Guldborgland und 1860 nach dem Tod seiner Mutter deren Gut Hvidkilde (im Kirchspiel Egense Sogn auf Fünen).
1864 wurde Rosenørn-Lehn in den dänischen Reichsrat berufen, bei dessen Abschaffung 1866 in den Landsting, dem er bis zu seinem Tode angehörte.
1870 wurde Rosenørn-Lehn zum Direktor der königlichen Malereisammlung auf Christiansborg berufen, 1874 wurde er zudem Direktor der Kupferstichsammlung.
Vom 28. Mai 1870 bis zum 11. Juni 1875 war Rosenørn-Lehn Außenminister der Regierungen Holstein-Holsteinborg und Fonnesbech, er wurde von Frederik Moltke abgelöst, der jedoch am 1. Oktober 1875 starb, sodass Rosenørn-Lehn in die Regierung Estrup beriefen wurde und dieser bis zu seinem Tode angehörte.